# Hoofdklasse hockey dames 1994/95
Het seizoen 1994/95 is de 14de editie van de dameshoofdklasse waarin onder de KNHB-vlag om het landskampioenschap hockey werd gestreden. Na de reguliere competitie en de play offs werd een nationaal kampioen bekend.
In het voorgaande seizoen degradeerden Hilversum en Zwolle. Voor hen in de plaats kwamen Groningen en Victoria.
Kampong werd landskampioen door in de finale HGC opzij te zetten. Onderin degradeerden Oranje Zwart en Victoria.

## Eindstand
Na 22 speelronden was de eindstand:
| #  | Club         | GS | W  | G  | V  | P  | DV      | DT      | DS  |
| -- | ------------ | -- | -- | -- | -- | -- | ------- | ------- | --- |
| 1  | HGC          | 22 | 18 | 2  | 2  | 38 | 49 - 14 | 49 - 14 | +35 |
| 2  | Kampong      | 22 | 15 | 4  | 3  | 34 | 44 - 19 | 44 - 19 | +25 |
| 3  | Laren        | 22 | 11 | 6  | 5  | 28 | 36 - 21 | 36 - 21 | +15 |
| 4  | Den Bosch    | 22 | 11 | 5  | 6  | 27 | 31 - 21 | 31 - 21 | +10 |
| 5  | Rotterdam    | 22 | 9  | 7  | 6  | 25 | 22 - 18 | 22 - 18 | +4  |
| 6  | Amsterdam    | 22 | 10 | 3  | 9  | 23 | 22 - 21 | 22 - 21 | +1  |
| 7  | HDM          | 22 | 6  | 10 | 6  | 22 | 31 - 30 | 31 - 30 | +1  |
| 8  | MOP          | 22 | 7  | 6  | 9  | 20 | 23 - 27 | 23 - 27 | -4  |
| 9  | Bloemendaal  | 22 | 6  | 6  | 12 | 18 | 24 - 31 | 24 - 31 | -7  |
| 10 | Groningen    | 22 | 2  | 8  | 12 | 12 | 12 - 38 | 12 - 38 | -26 |
| 11 | Oranje Zwart | 22 | 3  | 5  | 14 | 11 | 18 - 33 | 18 - 33 | -15 |
| 12 | Victoria     | 22 | 1  | 5  | 16 | 7  | 14 - 53 | 14 - 53 | -39 |

### Legenda
| Afk.         | Betekenis                                                                      |
| ------------ | ------------------------------------------------------------------------------ |
| GS           | aantal gespeelde wedstrijden                                                   |
| W            | aantal gewonnen wedstrijden                                                    |
| G            | aantal gelijk gespeelde wedstrijden                                            |
| V            | aantal verloren wedstrijden                                                    |
| P            | totaal aantal punten                                                           |
| DV           | aantal gemaakte doelpunten                                                     |
| DT           | aantal doelpunten tegen                                                        |
| DS           | doelsaldo                                                                      |
| Kampong      | Landskampioen Kampong plaatst zich voor de Europacup I 1996                    |
| Rotterdam    | Bekerwinnaar Rotterdam plaatst zich voor de Europacup II 1996                  |
| HGC          | HGC, Laren en Den Bosch hebben zich alleen weten te plaatsen voor de play offs |
| Oranje Zwart | Oranje Zwart en Victoria zijn rechtstreeks gedegradeerd                        |

## Topscorers
| #  | Speler               | Club        | Goals |
| -- | -------------------- | ----------- | ----- |
| 1. | Wietske de Ruiter    | HGC         | 26    |
| 2. | Mijntje Donners      | Den Bosch   | 16    |
| 3. | Marcia de Goede      | Bloemendaal | 15    |
| 4. | Ellen Kuipers        | Kampong     | 14    |
| 5. | Jeannette Lewin      | Kampong     | 11    |
| 5. | Frederiek Grijpma    | Laren       | 11    |
| 7. | Suzan van der Wielen | HGC         | 10    |
| 8. | Maaike Schroeder     | HDM         | 9     |
| 8. | Cécile Vinke         | MOP         | 9     |

## Play offs landskampioenschap
Halve finales 1/4
| Team          | Score     | Team          |
| ------------- | --------- | ------------- |
| (4) Den Bosch | 2-5 (0-5) | HGC (1)       |
| (1) HGC       | 1-0 (0-0) | Den Bosch (4) |

Halve finales 2/3
| Team        | Score     | Team        |
| ----------- | --------- | ----------- |
| (3) Laren   | 0-3 (0-3) | Kampong (2) |
| (2) Kampong | 2-0 (1-0) | Laren (3)   |

Finales dames
| 20 mei 1995                              |           |                    |                                          |
| Kampong                                  | 3-1 (2-0) | HGC                | Scheidsrechters: Edna Rutten Frans Vinju |
| Lewin 1-0 Hoogendoorn (sb) 2-0 Lewin 3-1 |           | de Ruiter (sc) 2-1 | Scheidsrechters: Edna Rutten Frans Vinju |

| 21 mei 1995 |           |                                  |                                            |
| HGC         | 0-2 (0-0) | Kampong                          | Scheidsrechters: Yolande Brada Renee Cohen |
|             |           | Hoogendoorn (sb) 0-1 Kuipers 0-2 | Scheidsrechters: Yolande Brada Renee Cohen |

Nederlands landskampioenschap

1921/22 ·
1922/23 ·
1923/24 ·
1924/25 ·
1925/26 ·
1926/27 ·
1927/28 ·
1928/29 ·
1929/30 ·
1930/31 ·
1931/32 ·
1932/33 ·
1933/34 ·
1934/35 ·
1935/36 ·
1936/37 ·
1937/38 ·
1938/39 ·
1939/40 ·
1940/41 ·
1941/42 ·
1942/43 ·
1943/44 ·
1944/45 ·
1945/46 ·
1946/47 ·
1947/48 ·
1948/49 ·
1949/50 ·
1950/51 ·
1951/52 ·
1952/53 ·
1953/54 ·
1954/55 ·
1955/56 ·
1956/57 ·
1957/58 ·
1958/59 ·
1959/60 ·
1960/61 ·
1961/62 ·
1962/63 ·
1963/64 ·
1964/65 ·
1965/66 ·
1966/67 ·
1967/68 ·
1968/69 ·
1969/70 ·
1970/71 ·
1971/72 ·
1972/73 ·
1973/74 ·
1974/75 ·
1975/76 ·
1976/77 ·
1977/78 ·
1978/79 ·
1979/80 ·
1980/81
Hoofdklasse dames

1981/82 · 
1982/83 · 
1983/84 · 
1984/85 · 
1985/86 · 
1986/87 · 
1987/88 · 
1988/89 · 
1989/90 · 
1990/91 · 
1991/92 · 
1992/93 · 
1993/94 · 
1994/95 · 
1995/96 · 
1996/97 · 
1997/98 · 
1998/99 · 
1999/00 · 
2000/01 · 
2001/02 · 
2002/03 · 
2003/04 · 
2004/05 · 
2005/06 · 
2006/07 · 
2007/08 · 
2008/09 · 
2009/10 · 
2010/11 · 
2011/12 · 
2012/13 ·
2013/14 ·
2014/15 ·
2015/16 ·
2016/17 ·
2017/18 ·
2018/19 ·
2019/20 ·
2020/21 ·
2021/22 ·
2022/23 ·
2023/24 ·
2024/25 ·
Nederlandse competities: Hoofdklasse (zaal) · Promotieklasse · Overgangsklasse · Eerste klasse · Tweede klasse · Derde klasse · Vierde klasse · Gold Cup · Silver Cup

Nederlands kampioenschap: Lijst van Nederlandse landskampioenen hockey · Lijst van Nederlandse landskampioenen zaalhockey

Europese competities: Euro Hockey League · Europacup I · Europa Cup II · Europacup zaalhockey